# Manacor
Manacor là một đô thị trên đảo Mallorca, thuộc quần đảo Baleares, Tây Ban Nha. Đây là quê hương và cũng là nơi cư trú của vận động viên quần vợt Rafael Nadal.

## Dân số

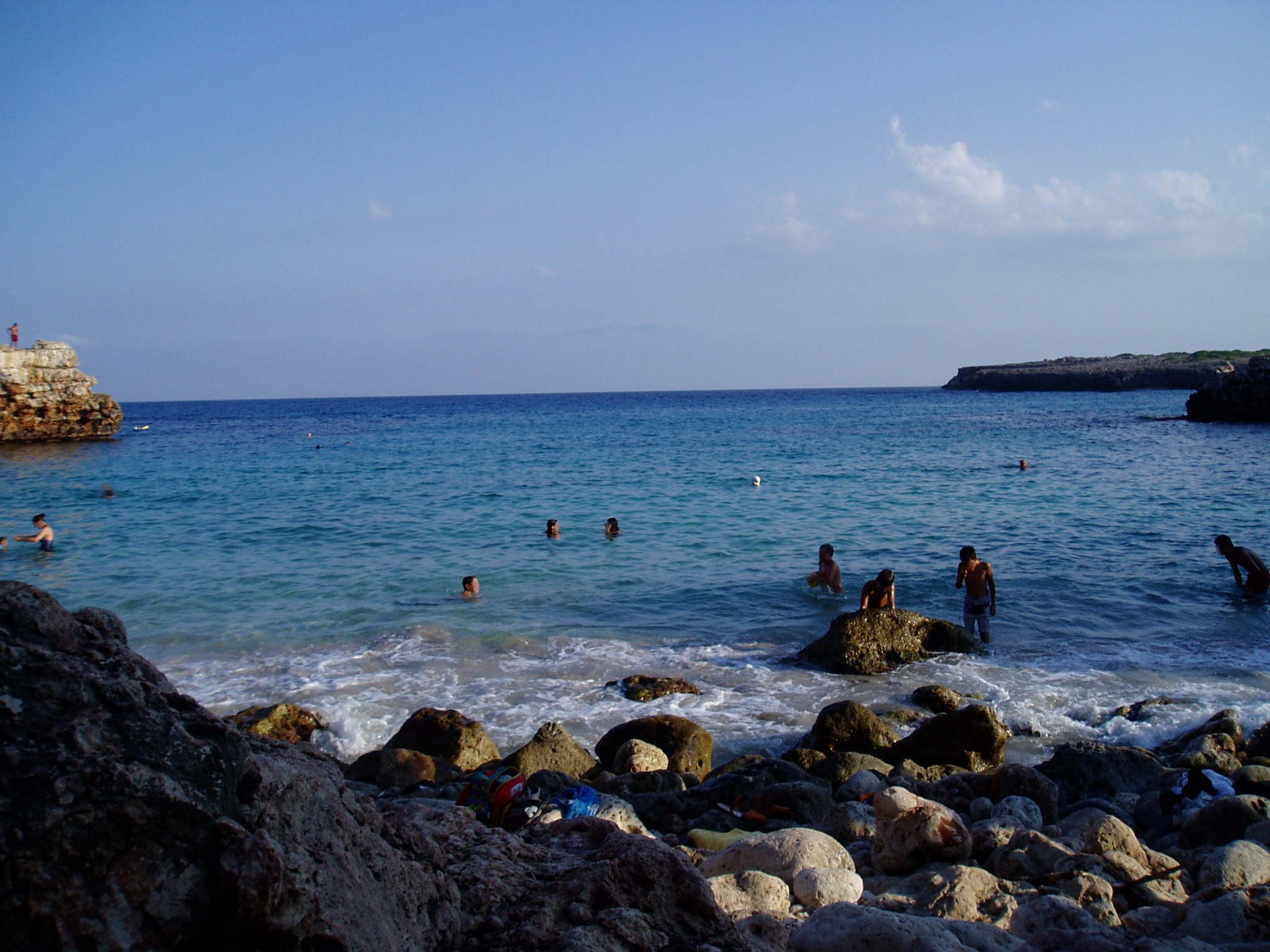
Cala Morlanda

|                          | Dân số 2005 |
| ------------------------ | ----------- |
| Manacor                  | 25.324      |
| Porto Cristo             | 6.385       |
| S'Illot-Cala Morlanda    | 1.576       |
| Son Macià                | 839         |
| Cales de Mallorca        | 725         |
| Cala Murada              | 624         |
| Cala Anguila-Cala Mendia | 296         |
| S'Estany den Mas         | 139         |
| Tổng                     | 35.908      |